# خلیج آرنو، استرالیای جنوبی
خلیج آرنو، استرالیای جنوبی (انگلیسی: Arno Bay, South Australia) یک منطقه ماهیگیری و توریستی است که در استرالیای جنوبی قرار دارد. این منطقه مورد علاقه بسیاری از جهانگردان بوده و در آن به شنا، موج سواری و ماهیگیری می‌پردازند.